# 톰 레니
소장 토마스 고든 레니(1900.1.3 – 1945.3.24)는 영국 육군의 장교로 제3기계화사단을 이끈 인물로 후에 전사했다. 노르망디 상륙 때부터 제3기계화사단을 맡았으며, 허스키 작전에도 참여했다.

## 군사 경력
로레토 학교 및 샌드허스트 왕립 군사 학교에서 공부하였던 톰 레니는 1918년 왕립 하일랜드 여단의 장교로 부임했다. 그는 제2차 세계 대전 때 두드러진 활동을 보여주었는데, 생발리앵카에외에 수감되었으나 9일 후에 도망쳤다. 1942년 10월 그는 제2차 엘 알라메인 전투에서 제5여단을 이끌었다. 그는 이후 제154보병사단의 사령관이 되었고, 1943년 7월 연합군의 시칠리아 침공에서 그 사단을 이끌었다. 1943년 12월 그는 제3기계화사단의 사령관으로 임명되었고, 1944년 6월에 그는 이 임무를 맡았다. 그는 이후 제51하일랜드보병사단을 1945년 3월에 맡았으나, 박격포 사격으로 라인 강 도하 후 사망했다. 그는 레히스왈드 숲 전적 묘지에 묻혔다.